# Siheung
Siheung (Hangul: 시흥) é uma cidade na província de Gyeonggi, Coreia do Sul. A cidade tem uma população de 511.807 habitantes e 218.846 domicílios, segundo dados de agosto de 2021. Siheung adquiriu seu status administrativo atual em 1º de janeiro de 1989, o antigo condado de Siheung foi dividido entre as cidades de Siheung, Gunpo e Uiwang. Na época, Siheung tinha uma população de apenas 93.000 habitantes. A quantidade de moradores na cidade mais do que triplicou ao longo da década seguinte, à medida que enormes complexos de apartamentos suburbanos foram sendo desenvolvidos na área. A atual área da cidade de Siheung pertencia anteriormente a Incheon e Ansan antes de 1914.
Marcos notáveis incluem a ilha de Oido, o monte Soraesan e o porto de Wolgot. Siheung inclui duas novas áreas que foram desenvolvidas na década de 1990, Sihwa e Wolgot. O distrito de Sihwa inclui um grande complexo industrial. Empresas sediadas lá incluem a Hansung Machinery Co., a Universidade Politécnica da Coreia (fundada em 1997) e o Instituto de Tecnologia Kyonggi (reorganizado em 1999).
Em 2007, a Universidade Politécnica da Coreia construiu o TIP (Techno Innovation Park). O complexo possui 18 andares utilizados para estudos, pesquisa e desenvolvimento e voltado para graduandos, docentes, empresas e agências do governo. Em fevereiro de 2010, a Universidade Nacional de Seul adquiriu 826 mil metros quadrados em Siheung para estabelecer seu campus internacional. A universidade planeja construir um complexo biomédico, um hospital de pesquisa, apartamentos e infraestrutura relacionada à educação; incluindo salas de aula, dormitórios e uma escola internacional de ensino fundamental e médio.

## História
No início do período dos Três Reinos, a área de Siheung fazia parte do reino de Baekje. A área foi cedida para Koguryo junto com o vale do Rio Han em 475.

## Distritos Administrativos

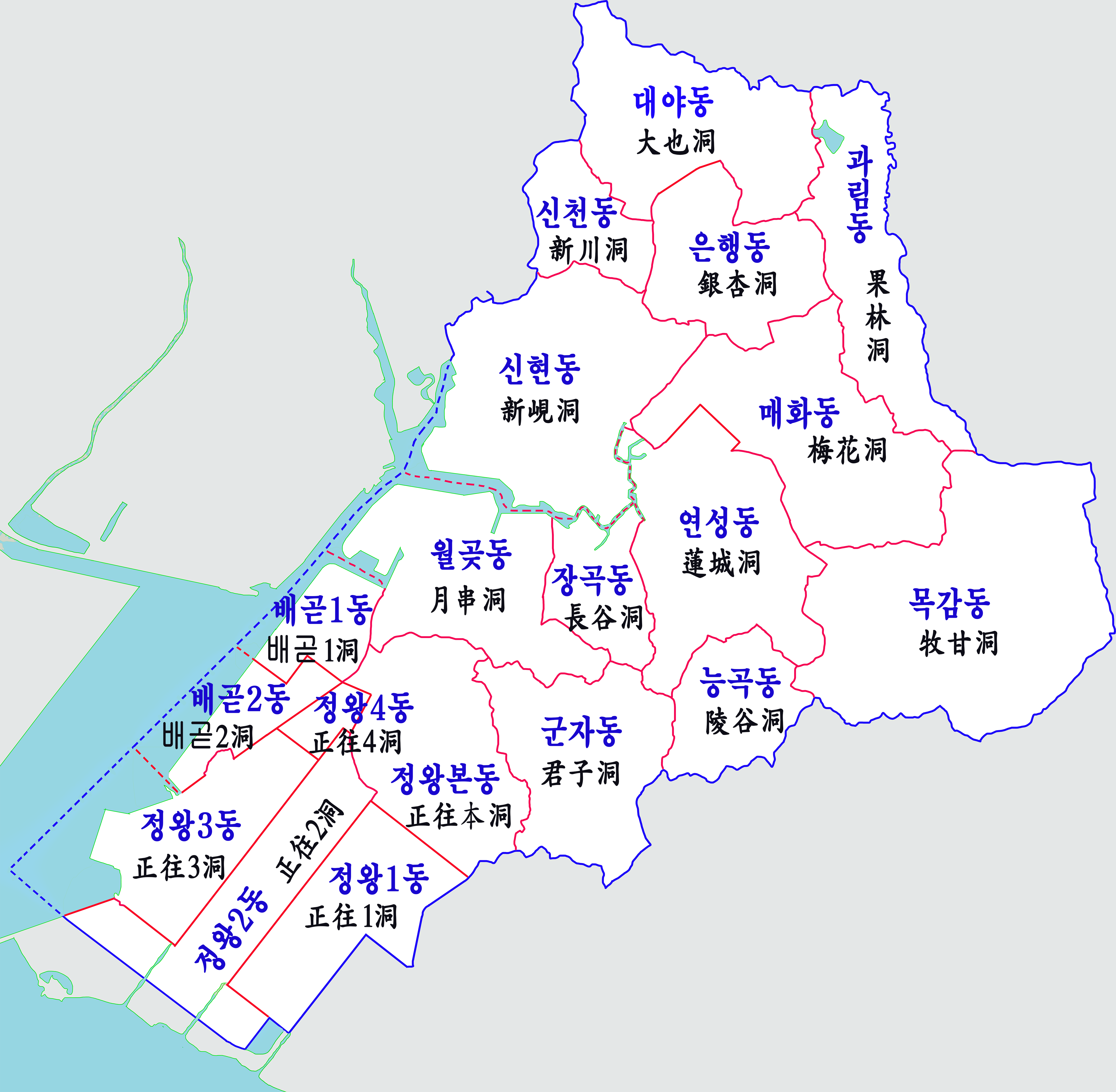
Bairros de Siheung

Siheung é dividido em 18 dongs.
| Dong              | Nome coreano | Área (km2) | População | Domicílios |
| ----------------- | ------------ | ---------- | --------- | ---------- |
| Daeya-dong        | 대야동       | 9,85       | 31.276    | 12.860     |
| Sincheon-dong     | 신천동       | 3,44       | 38.566    | 17.898     |
| Sinhyun-dong      | 신현동       | 12,64      | 10.712    | 4.396      |
| Eunheng-dong      | 은행동       | 5,96       | 44.233    | 15.278     |
| Maehwa-dong       | 매화동       | 11,20      | 12.848    | 5.133      |
| Mokgam-dong       | 목감동       | 17,57      | 40.586    | 15.795     |
| Gunja-dong        | 군자동       | 16,69      | 23.735    | 9.738      |
| Wolgot-dong       | 월곶동       | 8,53       | 15.358    | 6.859      |
| Jeongwangbon-dong | 정왕본동     | 8,83       | 21.720    | 14.016     |
| Jeongwang 1-dong  | 정왕1동      | 6,55       | 23.869    | 13.085     |
| Jeongwang 2-dong  | 정왕2동      | 5,55       | 32.536    | 12.516     |
| Jeongwang 3-dong  | 정왕3동      | 6,18       | 23.894    | 10.881     |
| Jeongwang 4-dong  | 정왕4동      | 5,80       | 22.289    | 7.438      |
| Baegot-dong       | 배곧동       | 4,97       | 68.084    | 25.421     |
| Gwarim-dong       | 과림동       | 7,65       | 2.069     | 1.247      |
| Yeonseong-dong    | 연성동       | 10,05      | 23.368    | 8.283      |
| Janggok-dong      | 장곡동       | 3,49       | 17.832    | 5.606      |
| Neunggok-dong     | 능곡동       | 4,34       | 17.156    | 6.946      |
| Total             | 시흥시       | 135,79     | 472.162   | 186.443    |

## Clima
Siheung tem um clima continental úmido (Köppen: Dwa), mas pode ser considerado como estando nos limites do clima subtropical úmido (Köppen: Cwa ) usando o isoterma de -3ºC.
| Dados climatológicos para Siheung (1994-2020) | Dados climatológicos para Siheung (1994-2020) | Dados climatológicos para Siheung (1994-2020) | Dados climatológicos para Siheung (1994-2020) | Dados climatológicos para Siheung (1994-2020) | Dados climatológicos para Siheung (1994-2020) | Dados climatológicos para Siheung (1994-2020) | Dados climatológicos para Siheung (1994-2020) | Dados climatológicos para Siheung (1994-2020) | Dados climatológicos para Siheung (1994-2020) | Dados climatológicos para Siheung (1994-2020) | Dados climatológicos para Siheung (1994-2020) | Dados climatológicos para Siheung (1994-2020) | Dados climatológicos para Siheung (1994-2020) |
| Mês                                           | Jan                                           | Fev                                           | Mar                                           | Abr                                           | Mai                                           | Jun                                           | Jul                                           | Ago                                           | Set                                           | Out                                           | Nov                                           | Dez                                           | Ano                                           |
| --------------------------------------------- | --------------------------------------------- | --------------------------------------------- | --------------------------------------------- | --------------------------------------------- | --------------------------------------------- | --------------------------------------------- | --------------------------------------------- | --------------------------------------------- | --------------------------------------------- | --------------------------------------------- | --------------------------------------------- | --------------------------------------------- | --------------------------------------------- |
| Temperatura máxima média (°C)                 | 2,5                                           | 5,2                                           | 10,7                                          | 17,3                                          | 23                                            | 27,1                                          | 29,3                                          | 30,5                                          | 26,6                                          | 20,5                                          | 12,4                                          | 4,7                                           | 17,5                                          |
| Temperatura média (°C)                        | −1,9                                          | 0,5                                           | 5,6                                           | 11,9                                          | 17,6                                          | 22,1                                          | 25,4                                          | 26,4                                          | 21,7                                          | 15,1                                          | 7,6                                           | 0,3                                           | 8,4                                           |
| Temperatura mínima média (°C)                 | −6,2                                          | −3,9                                          | 1,0                                           | 7,1                                           | 12,8                                          | 18,1                                          | 22,2                                          | 23,0                                          | 17,5                                          | 10,0                                          | 3,0                                           | −4,0                                          | 12,7                                          |
| Precipitação (mm)                             | 14,2                                          | 22,4                                          | 29,7                                          | 60,5                                          | 78,5                                          | 106,9                                         | 321,3                                         | 254                                           | 122,4                                         | 47,5                                          | 46,7                                          | 18,5                                          | 1 122,7                                       |
| Dias com precipitação (≥ 0,1 mm)              | 3,6                                           | 3,7                                           | 4,9                                           | 6,8                                           | 6,6                                           | 7,8                                           | 12,4                                          | 11,1                                          | 7,1                                           | 4,9                                           | 7,1                                           | 5,3                                           | 81,3                                          |
| Fonte: Administração Meteorológica Coreana    |                                               |                                               |                                               |                                               |                                               |                                               |                                               |                                               |                                               |                                               |                                               |                                               |                                               |

## Transporte Público

### Ferrovia
Siheung possui diversas linhas ferroviárias operadas pela Korail.  A Linha 4 do Metrô de Seul vai da estação Oido até a estação Jeongwang antes de seguir para Ansan. A Linha Suin passa pelas estações Darwol e Wolgot antes de seguir para o distrito de Namdong. A Linha Seohae foi anunciada em 16 de junho de 2018 e planeja-se que ela percorra a cidade da estação Sosa a Ansan.

## Indústria

### Produto Interno Bruto
A renda total de Siheung em 2012 foi de 26,89 trilhões de won. Foi responsável por 3,6% do PIB da província de Gyeonggi. As indústrias primárias, como silvicultura e agricultura possuem uma participação menor na economia, totalizando 41,4 bilhão de won. Indústrias de mineração e manufatura totalizaram 16,24 trilhões de won e representaram 60,4% da economia, enquanto as indústrias terciárias, comerciais e de serviços, representaram 34,5%, totalizando 9,29 trilhões de won. As indústrias quaternárias (comércio atacadista e varejista, construção, mercado imobiliário e serviços empresariais) proporcionaram os restantes 4,95% da economia municipal.

### Funcionários por Setor
Pesca, agricultura e atividades florestais empregaram 1,7% do total de trabalhadores. No setor secundário, o número total de trabalhadores nas indústrias em Siheung era de 185.032 enquanto a mineração e a indústria de transformação responderam 89.554 empregados, totalizando 48,4%. Comércio e serviços empregaram 49,9%. A indústria secundária foi superior à media de Gyeonggi (27,1%) e a indústria terciária foi inferior à media de Gyeonggi (72,9%). Na indústria terciária, a proporção empregada em setores de habitação, alimentação e alojamento totaliza 7,6%,  seguido por educação (5,2%) e serviços de saúde e sociais (4,4%), compreendem os maiores setores da indústria.

## Recreação e Turismo
- Parque Temático Lótus – O parque pode ser visitado durante todo o ano por ciclistas e pedestres, mas os meses de pico para ver as plantas de lótus em flor são de julho a agosto. É também o local do festival municipal de verão. Sete variedades de lótus e mais de trinta variedades de nenúfares são cultivadas no parque.[9] A entrada no parque temático durante os meses de verão é gratuita e os passeios para observação de lótus acontecem a partir das 9h e às 14:00 horas.[10] O parque pode ser alcançado por diversas linhas de ônibus.[11]
- Parque Ecológico Siheung Gaetgol - Há um raro lamaçal presente no parque que fica exposto duas vezes por dia durante a maré baixa. Também pode ser chamado de "lamaçal serpentário", por se parecer com o formato de uma cobra.[ <span title="This claim needs references to reliable sources. (November 2020)">carece de fontes</span> ]
- Monte Soraesan - Ao contrário de outras montanhas, Soraesan tem declive moderado, com uma escalada moderada e caminhos pela floresta. O Maae-sang de Soraesan, construído durante a Dinastia Goryeo, está esculpido em uma enorme rocha no meio da montanha e é uma das principais características da escalada. Existem várias instalações esportivas, espaços de leitura e estações de exercícios ao longo dos caminhos. Fica a 5 quilômetros do cume até a entrada do Templo de Naewonsa. Além disso, a nascente dos riachos Soamcheon e Cheongryong fornecem água de qualidade aos visitantes das termas florestais de Soraesan. Num dia claro, o cume tem vista para o mar próximo a Seul.
- Campos de sal de Siheung - Possui 136.000 m² (450.000 pyeongs ) de largura ao longo da zona entremarés.[ <span title="This claim needs references to reliable sources. (November 2020)">carece de fontes</span> ]
- Oido – é uma ilha na região da costa oeste da província de Gyeonggi. Atrações locais incluem a Oido Paechong e o parque de Okgu, onde as pessoas podem experimentar experiências em lamaçais, em passeios de barco e pesca marítima.[12]
- Wave Park é um parque aquático inaugurado em outubro de 2020. Construído em um terreno de 166 mil metros quadrados, o parque é composto pela maior piscina de ondas artificiais do mundo para a prática do surf e instalações para a prática de outros esportes aquáticos, como canoagem e mergulho .[13]

## Cidades-irmãs
Siheung é cidade-irmã de:
- Dezhou, Xantum, China[14]
- Rochester, Minesota, Estados Unidos[15]
- Hachioji, Kanto, Japão[16]

## Educação

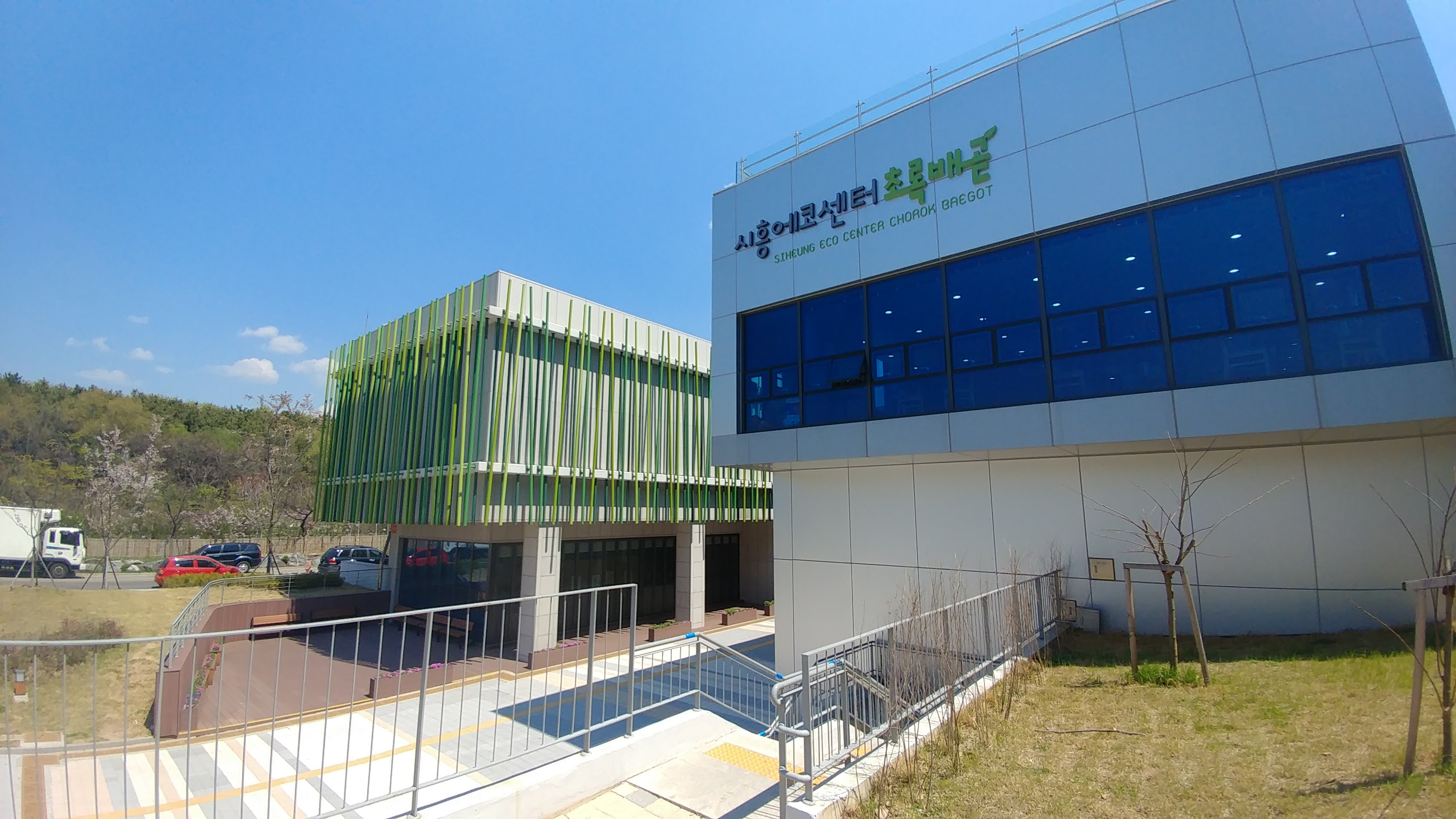
Siheung Eco Business Center

Há programas educacionais oferecidos em Siheung, em boa parte encontrados no Distrito Educacional Inovador de Gyeonggi. A cidade sedia a Conferência Regional-Nacional de Treinamento Conjunto. Para os estudantes mais jovens, eles oferecem a Escola de Experiência de Criatividade Siheung . Professores visitantes de cidades menores podem frequentar o Curso de Educação Criativa Conjunto às Cidades Rurais e outros programas diversos.
Siheung também possui mais programas educacionais ligados à comunidade local: como o Programa de Intercâmbio Internacional de Jovens, o De Siheung para o mundo!, o Programa de Treinamento em Planejamento Juvenil, a Árvore dos Sonhos de Siheung, Para o mundo! e o Programa Overseas Visit Experience. Siheung tem um projecto de escolas-irmãs, que visa expandir atividades de intercâmbio internacional através do apoio a um projecto de parceria entre uma escola em Siheung e uma escola estrangeira.

## Pessoas Notáveis de Siheung
- Kim Yong-san (김용산), empresário sul-coreano
- Nam Sang-nam (남상남), ex-nadador sul-coreano
- Jung Sang-sook (정상숙), jogador de tênis de mesa aposentado sul-coreano e medalhista de prata nas Paraolimpíadas de Verão de 2012
- Lee Si-woo (이시우), jogador de vôlei sul-coreano
- Kim Jinai (김진애), engenheiro urbano e político sul-coreano
- Yi Sun-sin (이순신), oficial militar coreano de meados do período Joseon e general do almirante Yi Sun-sin durante a guerra de Imjin
- Kim Chong-in (김종인), economista e político sul-coreano
- Ki Hyongdo (기형도), poeta sul-coreano
- Jongup (문종업), cantor e compositor sul-coreano, rapper, dançarino, modelo, ator, ex-membro do B.A.P
- Chaekyung (윤채경), cantora, dançarina, atriz sul-coreana, membro do April e ex-membro do Puretty, CIVA e I.B.I (nascida em Incheon e criada em Siheung)
- Chen (김종대), cantor e compositor sul-coreano, membro do Exo (nascido em Daejeon e criado em Siheung)
- KittiB (김보미), artista sul-coreano de hip hop e vice-campeão do Unpretty Rapstar 2
- JB (임재범), cantor e compositor sul-coreano, dançarino, ator e líder do Got7 .
- Yunchan Lim (임윤찬), pianista sul-coreano (nascido em 2004) e vencedor do Décimo Sexto Concurso Internacional de Piano Van Cliburn

## Imagens

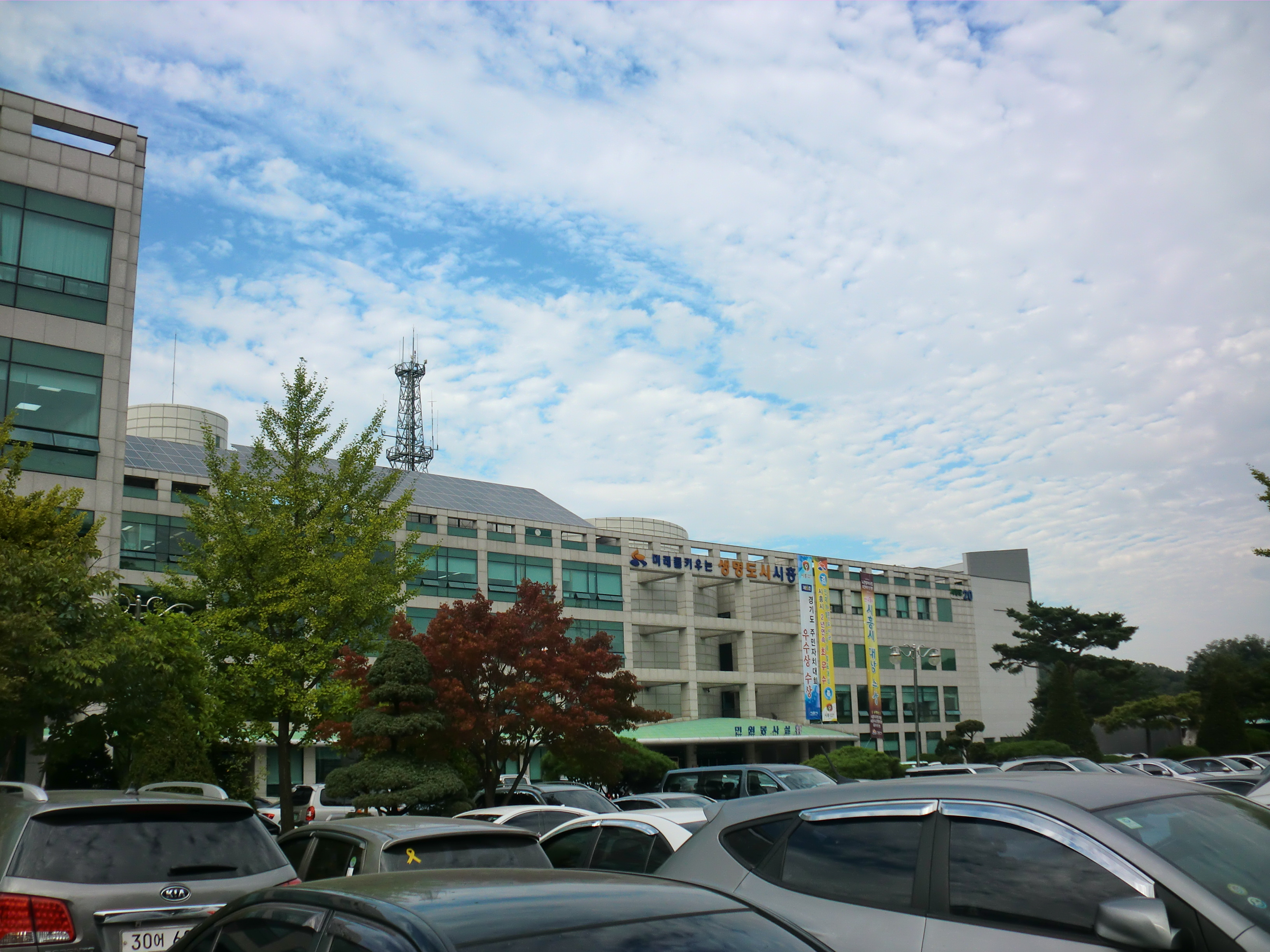
Prefeitura de Siheung
Bandeira de Siheung

## Links externos
- Site da prefeitura

1. ↑  «KoreaPolytechnicUniversity». www.kpu.ac.kr
2. ↑  Chung, Young-jin (12 de fevereiro de 2010). «Plans under way for new SNU branch in Siheung». joongangdaily.joins.com. Consultado em 5 de maio de 2011
3. ↑  Kim, Yea-rim (16 de março de 2011). «Siheung is on the Road to Becoming Korea's Investment Mecca». koreatimes.com. Consultado em 5 de maio de 2011
4. ↑  «Siheung Administrative districts». Consultado em 13 de setembro de 2013
5. ↑  시흥시. «시흥시, 시흥시청, 시흥, 시흥관광, 시흥제안, 행복한 변화 새로운 시흥, 시흥시장, 아동친화도시, 생태문화도시, 스마트시티 시흥, 스마트시티, 시흥소개, 시흥행정, 시흥소식, 시흥 공지사항». 시흥시 홈페이지에 방문하신 것을 환영합니다. (em coreano). Consultado em 11 de novembro de 2020
6. ↑  
«Climatological Normals of Korea (1991 ~ 2020)» (PDF) (em coreano). Korea Meteorological Administration. Consultado em 7 de junho de 2023. Cópia arquivada (PDF) em 29 de janeiro de 2022
7. ↑  «KOSIS». kosis.kr (em coreano). Consultado em 16 de abril de 2018
8. ↑  «KOSIS». kosis.kr (em coreano). Consultado em 16 de abril de 2018
9. ↑  «GyeongGi-Do :: Gwangokji Lotus Theme Park». Consultado em 9 de agosto de 2011. Arquivado do original em 6 de outubro de 2011
10. ↑  http://www.siheung.go.kr/tour/content.do?method=contentView&topCmsCd=CM0139&cmsCd=CM1764&grp=2&clickParentNum=11&clickNum=12 Siheung Lotus Theme Park Page (Korean)
11. ↑  «GyeongGi-Do :: Siheung Lotus Theme Park». Consultado em 9 de agosto de 2011. Arquivado do original em 6 de outubro de 2011
12. ↑  «오이도». terms.naver.com (em coreano). Consultado em 27 de março de 2021
13. ↑  «World's largest artificial wave pool opens in S. Korea». Yonhap News Agency. 8 de outubro de 2020. Consultado em 3 de setembro de 2021
14. ↑  «韩国始兴市师生来我校游学访问交流-德州市实验小学». www.dzsyxx.com. Consultado em 14 de abril de 2020
15. ↑  «Regular Adjourned Meeting No. 28». Arquivado do original em 29 de novembro de 2010
16. ↑  «List of Local Authorities with Affiliation Agreements». List of Affiliation Partners within Prefectures. Council of Local Authorities for International Relations (CLAIR). Consultado em 16 de novembro de 2020. Arquivado do original em 8 de fevereiro de 2012